# Thomas Hunter
Pour les articles homonymes, voir Hunter.
Thomas O'Driscoll Hunter, né le 19 décembre 1932 à Savannah en Géorgie et mort le 27 décembre 2017 à Rowayton (en) au Connecticut,, est un acteur et scénariste américain.

## Filmographie partielle

### Comme acteur
- 1966 : Du sang dans la montagne de Carlo Lizzani : Jerry Brewster
- 1966 : Trois pistolets contre César : Whity Selby
- 1967 : Sibérie, terre de violence (Liebesnächte in der Taiga) d'Harald Philipp : Frank Heller
- 1968 : La Bataille pour Anzio d'Edward Dmytryk : le soldat Andy
- 1968 : Ramdam à Amsterdam (El magnifico Tony Carrera) de José Antonio de la Loma : Tony Carrera
- 1969 : La Légion des damnés (La legione dei dannati) d'Umberto Lenzi : l'Américain
- 1971 : Le Sabbat des vampires (Gebissen wird nur nachts) de Freddie Francis : Jens Larsen
- 1971 : X 312 - Vol pour l'enfer (lb) (X 312 – Flug zur Hölle) de Jesús Franco : Tom Nilson
- 1974 : Wer stirbt schon gerne unter Palmen d'Alfred Vohrer : Werner Becker
- 1975 : La Guerre des otages (The Human Factor) d'Edward Dmytryk : Alexandre Baldwin Taylor

### Comme scénariste
- 1975 : La Guerre des otages
- 1980 : Nimitz, retour vers l'enfer